# District de Kunszentmiklós
Le district de Kunszentmiklós (en hongrois : Kunszentmiklósi járás) est un des 11 districts du comitat de Bács-Kiskun en Hongrie. Créé en 2013, il rassemble 9 localités dont Kunszentmiklós, le chef-lieu du district.
Cette entité existait déjà sous ce nom entre 1898 et 1956, d'abord au sein du comitat de Pest-Pilis-Solt-Kiskun jusqu'à la réforme territoriale de 1950 puis de celui de Bács-Kiskun jusqu'à sa suppression.

## Localités
| Nom              | Statut  | Superficie (km²) | Population (2013) |
| ---------------- | ------- | ---------------- | ----------------- |
| Kunszentmiklós   | Ville   | 172,11           | 8 385             |
| Dunavecse        | Ville   | 66,77            | 3 903             |
| Szabadszállás    | Ville   | 164,62           | 6 202             |
| Apostag          | Commune | 31,94            | 2 032             |
| Dunaegyháza      | Commune | 10,12            | 1 446             |
| Kunadacs         | Commune | 89,90            | 1 557             |
| Kunpeszér        | Commune | 77,55            | 669               |
| Szalkszentmárton | Commune | 82,08            | 2 879             |
| Tass             | Commune | 74,72            | 2 833             |